# 沖縄タビンチュネット
沖縄タビンチュネット（おきなわたびんちゅねっと）は、2001年3月より、株式会社パムが運営している沖縄専門の観光情報サイト。沖縄本島から八重山諸島まで、沖縄県全域の情報を掲載している。2010年11月、姉妹媒体である、沖縄ツアーランドと融合し、現在は沖縄ツアーランド観光ガイド（おきなわつあーらんどかんこうがいど）とサイト名が変更。姉妹紙面媒体は、沖縄観光フリーペーパー「TABINCHU」。
2008年4月9日、ウィルコムの公式サイトメニューに追加された。